# Evangeline Walton
 (février 2011).
Si vous disposez d'ouvrages ou d'articles de référence ou si vous connaissez des sites web de qualité traitant du thème abordé ici, merci de compléter l'article en donnant les références utiles à sa vérifiabilité et en les liant à la section « Notes et références ».
Pour les articles homonymes, voir Walton.
Evangeline Walton, nom de plume d’Evangeline Wilna Ensley, née le 24 novembre 1907 et décédée le 11 mars 1996, et une auteure américaine de fantasy.

## Biographie
Evangeline Wilna Ensley est née à Indianapolis, dans l’État américain d’Indiana, le 24 novembre 1907, de Marion Edmund Ensley and Wilna Eunice Ensley née Coyner. Ses parents divorcent en 1924 ; elle vit alors avec sa mère et sa grand-mère, ce qui développe selon la critique littéraire Cosette Kies le féminisme que l’on retrouve dans ses écrits. Evangeline et sa mère voyagent souvent à New York, Chicago et San Francisco pour voir de l’opéra, particulièrement pour Der Ring des Nibelungen de Richard Wagner ; l’auteure garde cette passion toute sa vie. En 1946, après la mort de sa grand-mère, elle déménage avec sa mère à Tucson en Arizona. Wilna Ensley décède en 1971.
Une majorité des œuvres de Walton sont écrits entre les années 1920 et le début des années 1950. Son œuvre la plus célèbre, la tétralogie Mabinogion, a été écrite vers la fin des années 1930 et le début des années 1940 et la trilogie Theseus à la fin des années 1940. Elle trouve le succès après 1970, et retravaille alors la plupart de ses manuscrits, qui sont publiés dans les vingt années suivantes. 
Ayant été traitée enfant avec du nitrate d’argent contre ses bronchites chroniques, Walton voit sa peau tourner au gris avec l’âge. Cela participe à sa notoriété dans le monde de la fantasy.
Walton a correspondu pendant de nombreuses années avec le romancier, essayiste et poète gallois John Cowper Powys. Elle était la cousine germaine de Clifford C. Furnas (1900 † 1969), auteur de The Next Hundred Years, cofondateur de la NASA, et de Clifton J. Furness (1898 † 1946), professeur de musique et auteur de  The Genteel Female: An Anthology (1931) ; ce dernier a édité et préfacé une édition de Leaves of Grass (1939) et de Walt Whitman's Workshop: A Collection of Unpublished Manuscripts (1928).
En 1991, elle subit une intervention chirurgicale pour une tumeur au cerveau, qui se révèle bénigne. Elle décède le 11 mars 1996 à Tucson. L’agent littéraire Douglas A. Anderson est responsable des œuvres de Walton.

## Récompenses
- Sélectionnée au prix Mythopoeic de fantasy pour adultes en 1972 pour The Children of Llyr.
- Vainqueur du prix Mythopoeic de fantasy pour adultes en 1973 pour The Song of Rhiannon.
- Sélectionnée au prix Mythopoeic de fantasy pour adultes en 1975 pour Prince of Annwn.
- Sélectionnée au prix Locus en 1975 pour Prince of Annwn.[précision nécessaire]
- Sélectionnée au prix Locus du meilleur roman de fantasy en 1984 pour The Sword is Forged.
- Aux World Fantasy Convention (en), elle obtient un prix de la Convention (en) en 1985 et un prix World Fantasy pour sa carrière en 1989.

## Œuvre
Walton est surtout connue pour sa Tétralogie Mabinogion. Elle a écrit d’autres romans, dont sept restent inédits, des poèmes, une pièce en vers, ainsi que des nouvelles — dont plusieurs volumes restent inédits —, parmi lesquelles les plus connues sont Above Ker-Is (1980), The Mistress of Kaer-Mor (1980), The Judgement of St. Yves (1981) et The Chinese Woman (1981).

### LaTétralogie Mabinogion
La Tétralogie Mabinogion reprend l’histoire des Mabinogion gallois. Walton cite James Stephens, Edward Plunkett et Algernon Blackwood comme ses influences principales. Le premier volume est publié en 1936 sous le titre The Virgin and the Swine ; il se vent mal, et aucun autre roman de la série n’est imprimé alors. Il est republié dans la collection « Ballantine Adult Fantasy series (en) » en 1970 sous le titre The Island of the Mighty, et les autres romans à la suite. Ils sont publiés en un seul volume sous le titre The Mabinogion Tetralogy en 2002 par Overlook Press.
1. The Virgin and the Swine, novembre 1936, nouvelle édition sous le titre The Island of the Mighty en juillet 1970.
2. The Song of Rhiannon, août 1972.
3. The Children of Llyr, août 1971.
4. Prince of Annwn, novembre 1974.

### Autres romans
- Witch House, septembre 1945, publié en français sous les titres Maison des Sorcières et La Maison des Sorcières.
Le roman a été écrit entre le milieu et la fin des années 1930, et publié en 1945, premier volume de la collection « The Library of Arkham House Novels of Fantasy and Terror ». C’est un roman d’horreur occulte, qui se déroule en Nouvelle-Angleterre.
- The Cross and the Sword, octobre 1956.
Le roman se déroulant durant la conquête danoise de l’Angleterre, mettant en avant la destruction de la culture celte.
- The Sword is Forged, juillet 1983.
Ce roman est le premier d’une trilogie, dont les autres livres n’ont pas été publiés. La trilogie a été achevée dans les années 1940, mais la publication des romans Theseus de Mary Renault en 1958 et 1962 retient Walton de publier les siens[réf. souhaitée].